# 黄金小堂
黄金小堂（葡萄牙语：Capela Dourada）又名初学修士小堂（葡萄牙语：Capela dos Noviços），是一个方济各会的小圣堂，位于巴西伯南布哥州首府累西腓，圣安多尼修院及教堂（Convento e Igreja de Santo Antônio）建筑群内，其中包括方济各第三会教堂（Igreja da Ordem Terceira de São Francisco）和方济各会神圣艺术博物馆。

## 历史与描述

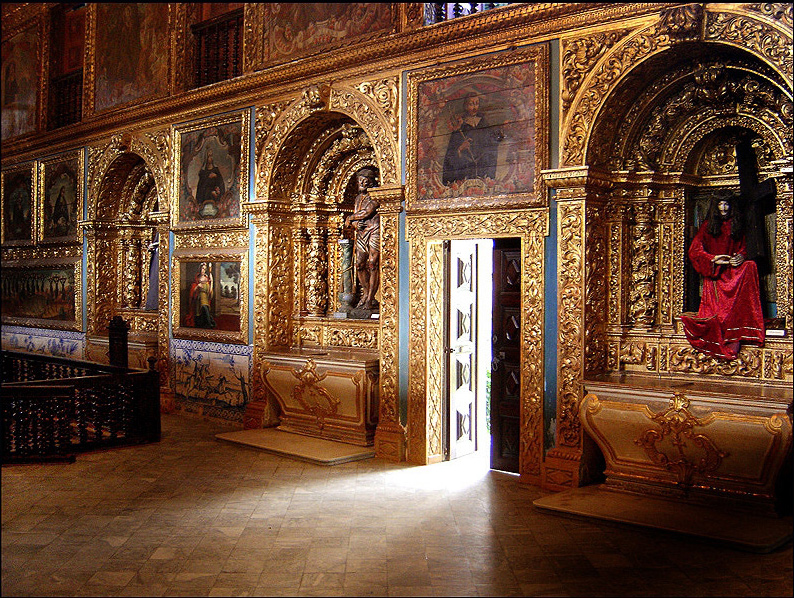

该堂的建造是于16世纪在累西腓创建的方济各第三会倡议的结果。由于其许多成员都很富裕，他们决定为修会的初学修士（英语：novices）建造一座小堂。1696年5月13日，举行了奠基仪式。1697年9月15日向公众开放，举行了一场弥撒，当时尚未完全完工，直到1724年才完成。
该堂建于该地区繁荣昌盛的时期，随着时间的推移，该堂又增加了丰富的装饰，其现状基本上可追溯到17、18和19世纪。它的名字来源于大量使用黄金，覆盖了木材，几乎填补了墙壁，祭坛和天花板的所有空间。
该地区的几位重要艺术家都参加了它的建造和装饰。天花板、拱廊和主厅以及家具都是17世纪Lués Machado的作品。
沿着侧墙有一系列阿茲勒赫瓷磚畫、有重要雕像的小祭坛，

## 外部連結
- Article on the page of the Joaquim Nabuco Foundation, by Semira Adler Vainsencher（页面存档备份，存于）
- Photos of some of the azulejos panels